# Jane Russell (Medizinerin)
Jane Anne Russell (* 9. Februar 1911; † 12. März 1967; auch Jane Anne Russell Wilhelmi genannt) war eine amerikanische Endokrinologin.

## Leben und Wirken

### Ausbildung
Russell schloss die Long Beach Polytechnic High School in Kalifornien 1928 als zweitbeste Schülerin ihrer Klasse ab. Im Alter von 17 Jahren begann sie ihr Studium an der University of California in Berkeley, welches sie 1932 als Klassenbeste abschloss. 1934 erhielt sie das California Stipendium in Biochemie und 1935 ein Stipendium der Rosenberg Foundation.
Russell promovierte 1937 am Institut für Experimentelle Biologie der University of California über die Untersuchung von Hypophysenhormonen im Kohlenhydratstoffwechsel.

### Akademische Laufbahn
Nach ihrer Promotion forschte sie weiterhin an der University of California, als Postdoktorandin mit einem Porter-Stipendium der American Physiological Society. 1938 wechselte sie an die Yale University, wo sie zunächst als Postdoktorandin arbeitete und von 1941 bis 1950 als Dozentin an der Emory University tätig war.
Von 1950 bis 1967 lehrte sie Biochemie an der Emory University. In den Jahren 1954–1957 arbeitete Russell im Ausschuss des Nationalen Forschungsrats der Vereinigten Staaten und anschließend von 1958 bis 1964 bei der National Science Foundation. Im Jahr 1965 wurde sie ordentliche Professorin an der Emory University.

## Forschung
1936 arbeitete Russell mit dem Nobelpreisträger-Ehepaar Carl Ferdinand Cori und Gerty Cori zusammen. Gemeinsam erforschten sie die Auswirkungen von Adrenalin und Insulin auf den Stoffwechsel.

### Forschung zum Hypophysenextrakt
Russels eigene Forschung beschäftigte sich mit dem Hypophysenextrakt. Ihre Untersuchungen belegten, dass fastende Ratten nach der Entfernung der Hypophyse Muskelglykogen verlieren und Injektionen von Hypophysenextrakt den Gewichtsverlust verhindern können. Sie ermittelte die Beziehung zwischen dem Hypophysenvorderlappen und Kohlenhydraten. Ihre Arbeit ermöglichte die weitere Isolierung und Identifizierung von Wachstumshormonen.

## Anerkennung
Russell wurde mit dem Kraft-Preis, dem Phi-Beta-Kappa-Schlüssel, dem Steward-Stipendium, sowie der Goldmedaille der Steward University ausgezeichnet. Im Jahr 1945 erhielt sie den CIBA-Preis der Endocrine Society. Sie arbeitete im Peer-Review-Ausschuss des National Institutes of Health und war Vizepräsidentin der Endocrine Society.  Russell wurde 1961 mit dem Upjohn Award der Endocrine Society ausgezeichnet und zum Mitglied von Sigma Xi gewählt.

## Persönliches
Russell heiratete Alfred Ellis Wilhelmi im Jahr 1940. Sie liebte Gartenarbeit, Nähen und Origami. Russell erkrankte 1962 an Brustkrebs, arbeitete aber bis an ihr Lebensende.